# マッカーサー・フェロー
マッカーサー・フェローズ・プログラム（英語: MacArthur Fellows Program、MacArthur Fellowship、またはGenius Grant（天才助成金））とは、毎年マッカーサー基金から、アメリカ合衆国の国民か居住者で、分野を問わず「人並み外れた独創性、創造性探究への献身、顕著な自己実現能力」を発揮する20〜30人に贈られる奨学金制度である。
過去の業績への褒賞ではなく、将来への投資として行われ、現在の賞金額は、2013年に50万ドルから増額し、四半期ごとの分割払いで5年間にわたって80万ドルが支払われる。 2007年時点では、18〜82歳の756人の受賞者に3億5千万ドル以上支払われている。現在のプログラムディレクターはマーリーズ・カルースである。
応募方法は存在せず、匿名の人々によって推薦された候補者の中から、匿名の選考員会が会長と理事会に受賞者を推薦する。ほとんどの場合は電話で受賞の連絡が行われる。